# Courcelles-lès-Montbard
 Courcelles-lès-Montbard  là một xã ở tỉnh Côte-d’Or trong vùng Bourgogne-Franche-Comté, phía đông nước Pháp. Khu vực này có độ cao trung bình 260 mét trên mực nước biển.